# Oeganda op de Olympische Zomerspelen 1964
Oeganda nam deel aan de Olympische Zomerspelen 1964 in Tokio, Japan. Het was de derde deelname van het land aan de Olympische Zomerspelen en de eerste deelname sinds de in 1962 verkregen onafhankelijkheid van het Britse Rijk.
De dertien deelnemers, elf mannen en twee vrouwen, kwamen in actie op veertien onderdelen in twee olympische sporten; atletiek en boksen. De atleten Sam Amukun, Aggrey Awori en de bokser George Oywello waren de eerste sporters die voor de tweede keer deelnamen. Het was voor het eerst dat er vrouwen uit Oeganda aan de Olympische Spelen deelnamen.

## Deelnemers & resultaten
(m) = mannen, (v) = vrouwen

### Atletiek
| Olympiër                                        | Onderdeel       | Resultaat | Prestatie                                         |
| ----------------------------------------------- | --------------- | --------- | ------------------------------------------------- |
| James Odongo                                    | 100m (m)        | 51e       | serie 5: 4de in 10,91                             |
| Sam Amukun                                      | 200m (m)        | 34e       | serie 2: 5de in 21,55                             |
| Aggrey Awori                                    | 200m (m)        | 47e       | serie 6: 6de in 22,2                              |
| Amos Omolo                                      | 400m (m)        | 33e       | serie 3: 5de in 47,65                             |
| Aggrey Awori                                    | 110m horden (m) | 21e       | serie 1: 5de in 14,68                             |
| Virgil Okiring                                  | 110m horden (m) | 36e       | serie 1: 7de in 15,5                              |
| Jorem Ochama                                    | 400m horden (m) | 19e       | serie 3: 4de in 52,4                              |
| Sam Amukun Aggrey Awori James Odongo Amos Omolo | 4x100m (m)      | 17e       | serie 3: 6de in 41,4                              |
|                                                 |                 |           |                                                   |
| Irene Muyanga                                   | 100m (v)        | 30e       | serie 4: 5de in 12,05 kwartfinale 1: 7de in 12,24 |
| Irene Muyanga                                   | 200m (v)        | 35e       | serie 3: 5de in 27,6                              |
| Mary Musani                                     | 80m horden (v)  | 26e       | serie 4: 7de in 12,9                              |

### Boksen
| Olympiër            | Onderdeel | Resultaat | Prestatie |
| ------------------- | --------- | --------- | --- |
| Alex Odhiambo       | -60kg (m) | 9e        | 1ste ronde: W van CAM You: scheidsrechterlijke beslissing 2de ronde: W van MEX Serramo: 5-0 3de ronde: V van HUN Kajdi: 0-5 |
| Ernest Mabwa        | -67kg (m) | 5e        | 1ste ronde: W van FRA Frilot: 5-0 2de ronde: W van ROU Niculescu: 3-2 kwartfinale: V van URS Tamulis: 0-5                   |
| Peter Paul Odhiambo | -75kg (m) | 9e        | 1ste ronde: W van FRA Marty: 5-0 2de ronde: V van RAU Hassan: 0-5                                                           |
| Henry Mugwanya      | -81kg (m) | 9e        | 1ste ronde: vrij 2de ronde: V van EUA Schlegel: 0-5                                                                         |
| George Oywello      | +81kg (m) | 9e        | 1ste ronde: vrij 2de ronde: V van USA Frazier: scheidsrechterlijke beslissing                                               |

Afghanistan · Algerije · Argentinië · Australië · Bahama's · België · Bermuda · Birma · Bolivia · Brazilië · Brits-Guiana · Bulgarije · Cambodja · Canada · Ceylon · Chili · Colombia · Congo-Brazzaville · Costa Rica · Cuba · Denemarken · Dominicaanse Republiek · Duits eenheidsteam · Ethiopië · Filipijnen · Finland · Frankrijk · Ghana · Griekenland · Groot-Brittannië · Hongarije · Hongkong · Ierland · IJsland · India · Irak · Iran · Israël · Italië · Ivoorkust · Jamaica · Japan · Joegoslavië · Kameroen · Kenia · Libanon · Liberia · Libië · Liechtenstein · Luxemburg · Madagaskar · Maleisië · Mali · Marokko · Mexico · Monaco · Mongolië · Nederland · Nederlandse Antillen · Nepal · Nieuw-Zeeland · Niger · Nigeria · Noord-Rhodesië · Noorwegen · Oeganda · Oostenrijk · Pakistan · Panama · Peru · Polen · Portugal · Puerto Rico · Roemenië · Senegal · Sovjet-Unie · Spanje · Taiwan · Tanganyika · Thailand · Trinidad en Tobago · Tsjaad · Tsjecho-Slowakije · Tunesië · Turkije · Uruguay · Venezuela · Verenigde Arabische Republiek · Verenigde Staten · Vietnam · Zuid-Korea · Zuid-Rhodesië · Zweden · Zwitserland